# Andrew Rowe
Andrew Rowe, född 22 januari 1988 i Spring Lake, Michigan, är en amerikansk professionell ishockeyspelare som spelar för Rapperswil-jona lakers i LL.